# Parc provincial de Sheep River
Le Parc provincial de Sheep River (anglais : Sheep River Provincial Park) est un parc provincial de l'Alberta situé dans le district d'amélioration de Kananaskis. Il est localisé à 23 km à l'ouest de Turner Valley. 
Il est situé sur le versant oriental des montagnes Rocheuses et est inclus dans la Sheep River Wildlife Sanctuary, qui protège l'habitat du mouflon du Canada.